# Аттракта
Аттракта, игумения (VI—VII), память 11 августа.
Святая Аттракта (Attracta), иначе Арахт (Araght) или, по-ирландски Нэоми Адрахт (Naomh Adhracht или Athracht), почитается как покровительница ирландского прихода Турлестрон, графство Слайго. Считается, что она была сестрой по матери св. Кокки. По преданию, св. Аттракта ушла из дома и приняла постриг у св. Патрика в Кулавине (Coolavin). Затем она отправилась на озеро Лох Гара, где основала приют для странников в местечке, ныне называемом Киларахт (Killaraght) в её честь. Приют просуществовал до 1539 г.
Считается, что она победила дракона, который убивал крестьянскую живность. Её именем названы школа в Тоберкарри и вторая приходская церковь в местечке Килмактиг.
Сообщают о её великом даре исцеления, а также большом гостеприимстве и сострадании бедным.